# Шааф
Шааф (араб. شعف) — поселення в Сирії, що складає невеличку друзьку общину в нохії Малах, яка входить до складу однойменної мінтаки Сальхад у південній сирійській мухафазі Ас-Сувейда.